# Lex sumptuaria
Lex sumptuaria (prawo o zbytku) – uchwała podjęta przez sejm zwyczajny 1613 roku, zabraniała plebejuszom chodzenia w kosztownych futrach, jedwabnych szatach i safianowych butach. W 1620 roku sejm zrobił wyjątek dla burmistrzów, wójtów i landwójtów. W 1629 roku sejm
zezwolił na wyjęcie spod zasięgu uchwały wszystkich, którzy zapłacą złotówkę rocznie za siebie, członków rodziny i czeladź. 